# Antoni Husarzewski
Antoni Hussarzewski herbu Prus (zm. 13 marca 1824) – wicebrygadier w powstaniu kościuszkowskim, major w 3. Brygady Kawalerii Narodowej w 1792 roku, przewodniczący rady powiatu żelechowskiego w Królestwie Kongresowym.
Początkowo w wojsku austriackim, służył w austriackim regimencie huzarów Wurmsera.